# Monhystera parvella
Monhystera parvella is een rondwormensoort uit de familie van de Monhysteridae. De wetenschappelijke naam van de soort is voor het eerst geldig gepubliceerd in 1931 door Filipjev.